# تام‌تام
تام‌تام (TomTom NV) یک شرکت چند ملیتی هلندی توسعه دهنده و خالق فناوری‌های مکان‌یابی و تجهیزات الکترونیکی است. این شرکت در سال ۱۹۹۱ میلادی تأسیس شده و مقر آن در آمستردام است، اولین نسل از دستگاه‌های ناوبری ماهواره ای خود را در سال ۲۰۰۴ منتشر کرد. تا تاریخ ۲۰۱۸ این شرکت ۵٬۰۷۷ کارمند در سراسر جهان دارد و در ۲۹ کشور در سراسر اروپا، آسیا و اقیانوس آرام و آمریکا فعالیت می‌کند.